# 139 г. пр.н.е.
139 (сто тридесет и девета) година преди новата ера (пр.н.е.) е година от доюлианския (Помпилийски) римски календар.

## Събития

### В Римската република
- Консули са Гней Калпурний Пизон и Марк Попилий Ленат.
- Преторът Гней Корнелий Сципион Хиспан прогонва астролозите (халдейци и евреи) от Рим.
- Народният трибун Авъл Габиний прокарва два закона – Lex Gabinia и Lex Gabinia tabellaria. Първият от тях забранява тайните срещи, които могат да навредят на държавата, а вторият създава тайно гласуване вместо явно при избирането на магистрати в народните събрания.[1]
- Публий Корнелий Сципион Емилиан Африкански, придружаван от Панетий Родоски, посещава като официален посланик Египет, Кипър, Сирия, Родос, Мала Азия и Гърция.[2]
- Консулът Ленат е изпратен да поеме командването в Близка Испания на мястото на Квинт Помпей.[2]
- Сенатът отхвърля споразумението сключено между Помпей и ареваките.[3]
- Квинт Сервилий Цепион командва римските сили в Далечна Испания. Той подкупва бунтовници, които убиват своя вожд Вириат и така успява да принуди голяма част от съпротивляващите се срещу него лузитани да се предадат.[2]

### В Азия
- Деметрий II Никатор е пленен от партите под предводителството на Митридат I.
- Борба за трона на Селевкидите между Диодот Трифон и Антиох VII Сидет.

## Починали
- Вириат, вожд на келтиберското племе лузитани (роден ок. 180 г. пр.н.е.)